# Нижняя улица (Зеленогорск)

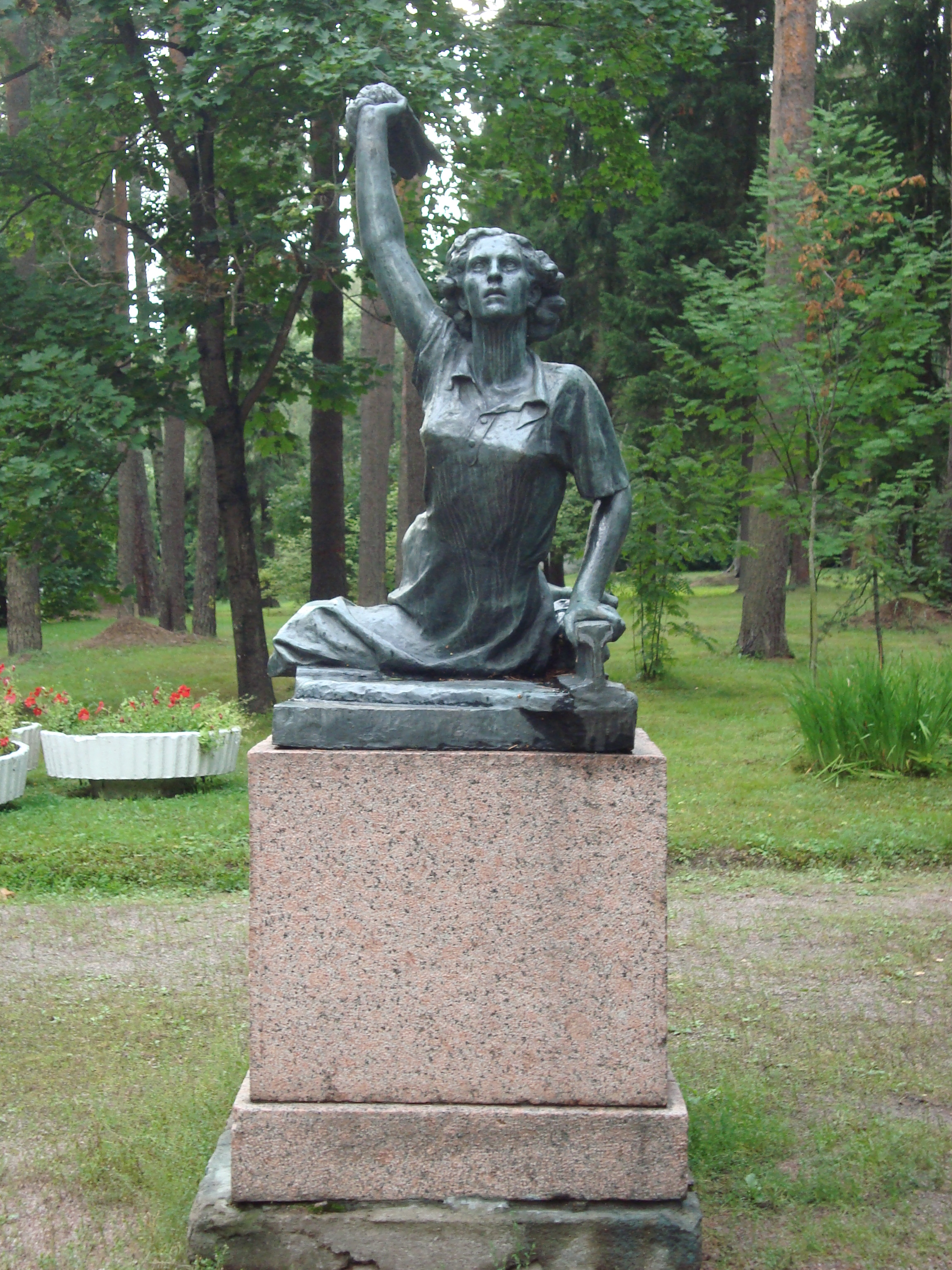
Памятник Раймонде Дьен в Зеленогорске

Ни́жняя у́лица — улица в городе Зеленогорске Курортного района Санкт-Петербурга. Проходит от Приморского шоссе до Курортной улицы.
Первоначально называлась Alakatu, что с финского языка переводится как Нижняя улица. Этот геоним появился в 1920-х годах и связан с тем, что улица идеё вниз с Литоринового уступа.
Нынешнее название появилось после войны как русский аналог финского.

## Достопримечательности
На Приморском шоссе у перекрестка с Нижней улицей в 1957 году была установлена копия скульптуры, посвященной Раймонде Дьен. Авторы оригинального памятника, установленного в 1953 году в Московском парке Победы: скульптор Ц. И. Дивеева и архитектор В. Д. Кирхоглани. Бронзовая скульптура изображает девушку-француженку с платком в руке, которая лежит на рельсах и преграждает дорогу эшелону с танками, отправляющемуся во Вьетнам (тогда Вьетнам был колонией Франции и вёл борьбу против французов)

## Перекрёстки
- Приморское шоссе
- Артиллерийская улица / улица Восстания
- Курортная улица